# پاهی
پاهی (به مجاری:  Páhi) یک منطقهٔ مسکونی در مجارستان است که در ناحیه کیش‌کوروش واقع شده‌است. پاهی ۳۸٫۹۶ کیلومتر مربع مساحت و ۱٬۲۲۷ نفر جمعیت دارد.